# مگان مالون
مگان مالون (انگلیسی: Meggan Mallone؛ زاده ۳۰ دسامبر ۱۹۸۶) یک بازیگر پورنوگرافی اهل ایالات متحده آمریکا است.

## جایزه‌ها
پنج عنوان کون طلایی پی در پی